# Пузу Алегри
 Тази статия е за града в Бразилия.  За микрорегиона вижте Пузу Алегри (микрорегион).  
Пузу Алегри (на португалски: Pouso Alegre) е град в югоизточна Бразилия, център на микрорегиона Пузу Алегри в щат Минас Жерайс. Населението му е около 140 хиляди души (2010).
Разположен е на 832 m надморска височина в Бразилското плато, на 160 km североизточно от град Сау Паулу. Възникнал в края на 16 век като селище на златотърсачи, днес градът е център на преработвателната промишленост.